# Arizona Supreme Court

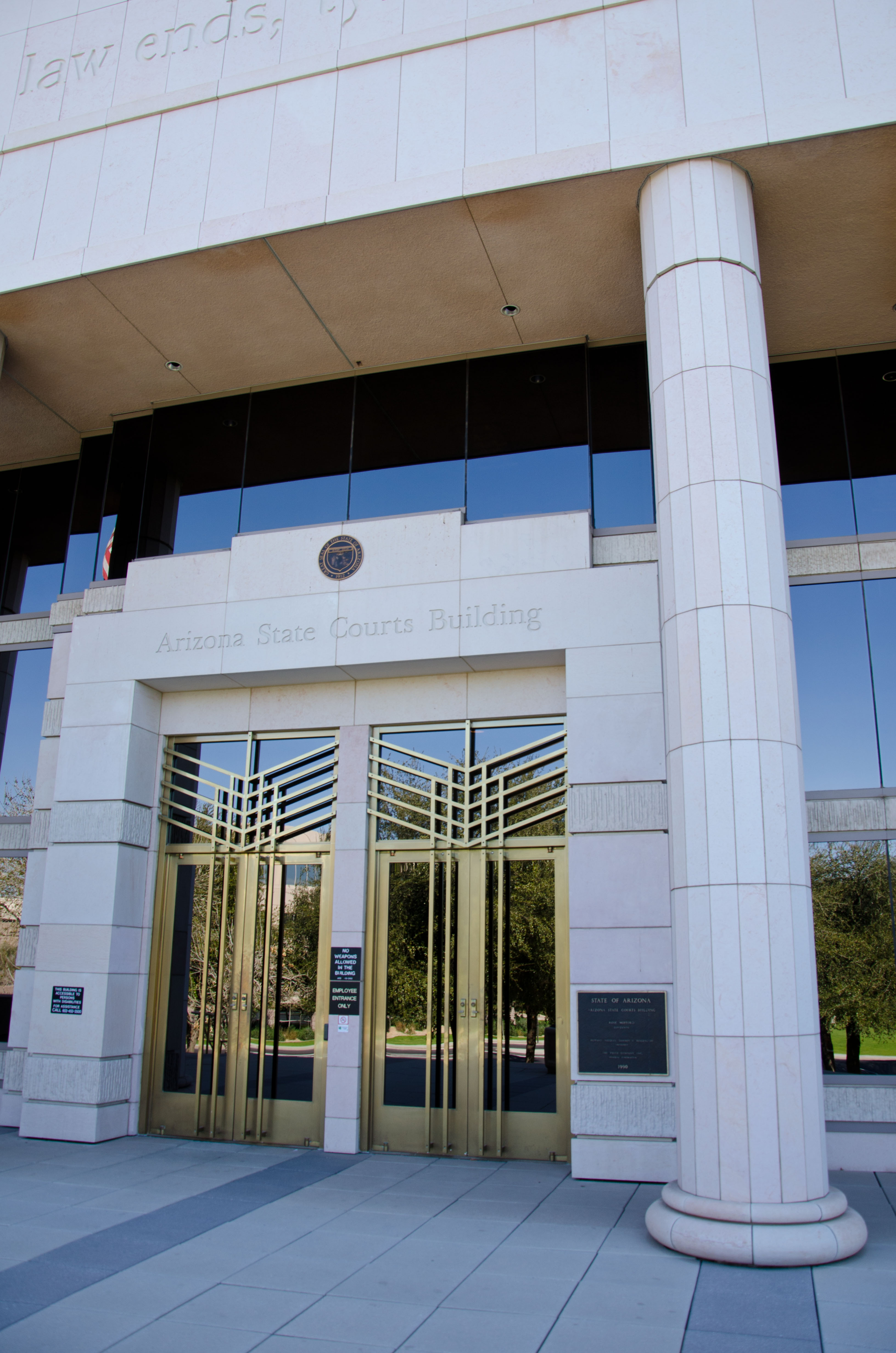
Eingang zum Gebäude des Arizona Supreme Courts

Der Arizona Supreme Court ist der Oberste Gerichtshof des US-Bundesstaates Arizona. Er setzt sich aus sieben Richtern zusammen.

## Grundlegendes
Das Gericht befindet sich im Gebäude des Obersten Gerichtshofs in der Innenstadt von Phoenix und besteht aus einem Obersten Richter, einem stellvertretenden Obersten Richter und fünf beigeordneten Richtern. Jeder Richter wird vom Gouverneur von Arizona aus einer von einer überparteilichen Kommission empfohlenen Liste ernannt. Richter stehen zwei Jahre nach ihrer Ernennung und dann alle sechs Jahre zur Wahl über ihre Weiterführung des Mandats. Sie müssen im Alter von 70 Jahren in den Ruhestand gehen.

## Richter
| Titel              | Name                 | Ernennung | Jahr des 70. Geburtstages | Besuchte Law school                     | Ernannt von |
| ------------------ | -------------------- | --------- | ------------------------- | --------------------------------------- | ----------- |
| Chief Justice      | Robert M. Brutinel   | 2010      | 2028                      | University of Arizona                   | Jan Brewer  |
| Vice Chief Justice | Ann Timmer           | 2012      | 2030                      | Arizona State University College of Law | Jan Brewer  |
| Associate Justice  | Clint Bolick         | 2016      | 2027                      | UC Davis School of Law                  | Doug Ducey  |
| Associate Justice  | Andrew Gould         | 2016      | 2034                      | Northwestern University School of Law   | Doug Ducey  |
| Associate Justice  | John Lopez IV        | 2016      | 2039                      | Arizona State University College of Law | Doug Ducey  |
| Associate Justice  | James Beene          | 2019      | 2034/2035                 | University of Arizona                   | Doug Ducey  |
| Associate Justice  | Bill Montgomery      | 2019      | 2037                      | Arizona State University                | Doug Ducey  |
| Associate Justice  | Kathryn Hackett King | 2021      | 2050                      | University of Arizona                   | Doug Ducey  |